# Félix Duban

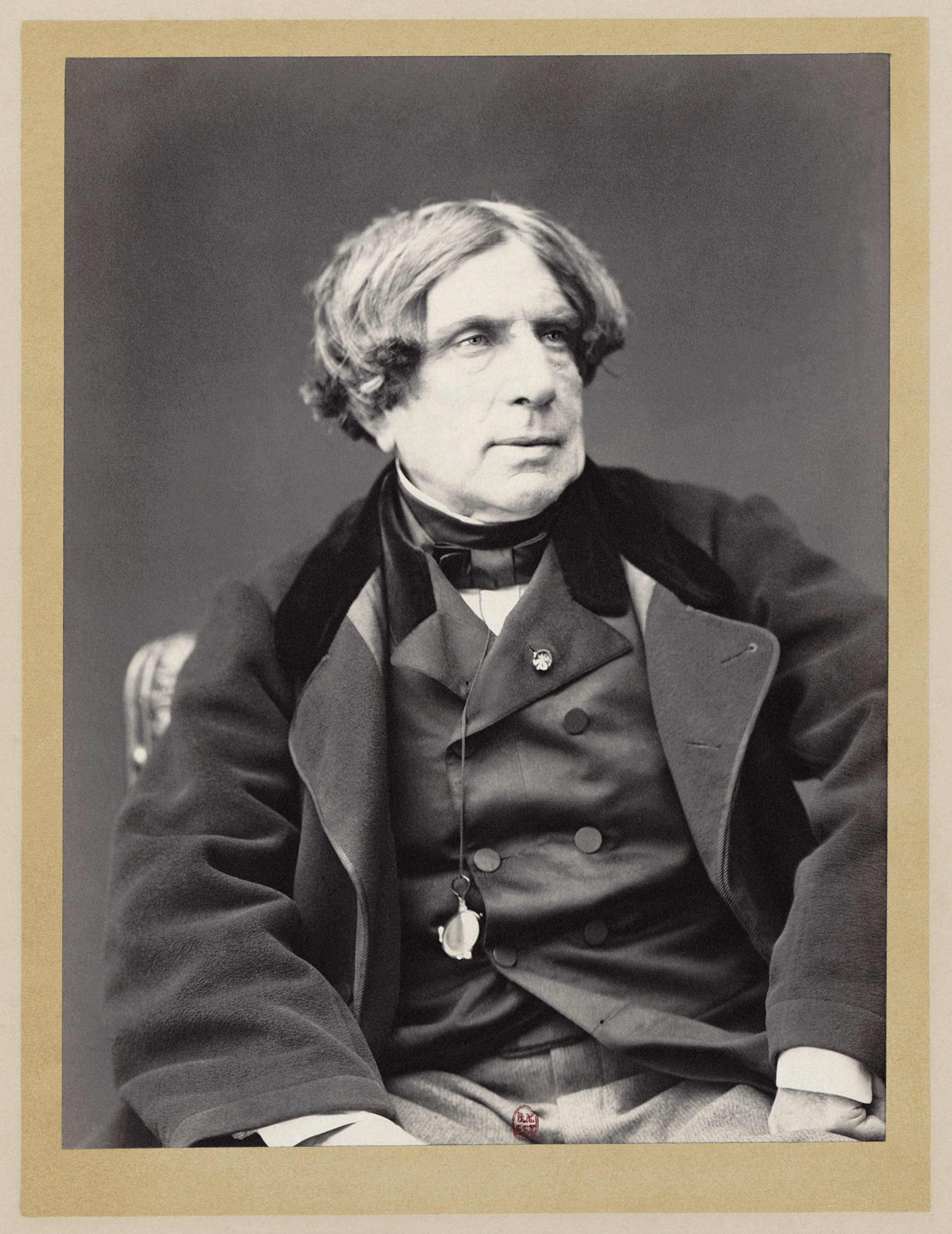
Félix Duban

Jacques Félix Duban (* 14. Oktober 1797 in Paris; † 20. Dezember 1870 in Bordeaux) war ein französischer Architekt und seit 1854 Mitglied der Académie des Beaux-Arts.

## Leben
Im Jahr 1823 gewann er den Prix de Rome und konnte mit einem Stipendium für 5 Jahre an die Académie de France à Rome in der Villa Medici nach Rom gehen. Nach seiner Rückkehr wurde er als Nachfolger seines Schwagers François Debret, dem Ehemann seiner Schwester, damit beauftragt, die École nationale supérieure des beaux-arts de Paris umzugestalten. Die Kunsthochschule befand sich auf dem Gelände des aufgelösten Musée des Monuments français, einer ehemaligen Klosteranlage der Petits-Augustins. Er bezog die vorhandene Bausubstanz mit ein und gestaltete als ein früher Anhänger und Wegbereiter des Historismus die Gebäude im Stil der italienischen Renaissance um. 
Im Louvre restaurierte und gestaltete er die Apollogalerie, den Salle des Sept-Cheminées (Saal der sieben Kamine) und den Salon Carrée neu.  Ebenso leitete er ab 1840 die Restaurierung und Umgestaltung des bis dahin als Kaserne genutzten Schlosses Blois und wandelte es in den heute vorhandenen Zustand um. Desgleichen war er auch bis 1849 für die Restaurierung  Sainte-Chapelle in Paris zuständig.